# Victory (песня Puff Daddy)
«Victory» (с англ. — «Победа») — пятый сингл американского рэпера Puff Daddy из его дебютного студийного альбома No Way Out, выпущенный 31 марта 1998 года на лейбле Bad Boy Records.
В песне используется лирика в стиле мафиозо-рэп, которая была популярна в то время. В записи песни принял участие The Notorious B.I.G., который исполнил два куплета, и Busta Rhymes, который исполняет припев песни. Песня содержит самые последние куплеты B.I.G., поскольку они были записаны за день до стрельбы в него в 1997 году. Эта песня также в значительной степени семплировала песню Билла Конти «Going the Distance», которая была включена в саундтрек к фильму Рокки, что сделало начало альбома мрачным.
Сингл достиг 19 места в чарте Billboard Hot 100, 13 места в чарте Hot R&B/Hip-Hop Songs и 2 места в чарте Hot Rap Singles. Сингл был сертифицирован как «золотой» 6 апреля 1998 года. Ремикс на песню под названием «Victory 2004» занял 97 место в чарте UK Singles Chart в Великобритании. Эта песня была использована в видеоигре EA Sports Fight Night 2004 и в видеоигре 2K Sports NBA 2K13. Песня была повторно использована для саундтрека к игре NBA 2K18.

## Музыкальное видео
Музыкальное видео для песни было снято Маркусом Ниспелем 31 марта 1998 года и является данью уважения фильму Бегущий человек. В почти восьмиминутном видео снялись Деннис Хоппер, а также диктатор Нового мирового порядка («Президент Виктор Кастильоне») и Дэнни Де Вито в роли репортёра в прямом эфире. Тамара Бекуит также была в видео. Хоппер и Де Вито, как сообщается, появились в видео бесплатно как одолжение Комбсу.
Персонаж Шона Комбса (известный как «Участник #5» или кодовое имя «PD») бежит по тёмным улицам 3002 года от Рождества Христова, преследуемый вооруженными гестаповскими силами Чейз ТВ. В какой-то момент Участник #5 загнан в угол на крыше, где он решает прыгнуть, а не подчиняться вооружённым силам.
Кадры из видеоклипа Бигги «One More Chance» использовались в «призрачных» изображениях, представляющих собой воспоминание о характере Шона Комбса. Баста Раймз, одетый в чёрные перья, поёт на вершине статуи, изображающей Викторию, богиню победы. Со статуи Виктории видны сцены погони. Бигги появляется в видео только из архивных материалов из-за его смерти годом ранее. Затраты на создание видео составили 2 миллиона 700 тысяч долларов США. Он считается как один из самых дорогих музыкальных клипов, когда-либо сделанных.

## Ремиксы и фристайлы
- В 2002 году 50 Cent и Lloyd Banks исполнили фристайл поверх инструментала «Victory» для их микстейпа, No Mercy, No Fear, который Дидди использовал год спустя в качестве официального ремикса под названием «Victory 2004», для сборника Bad Boy's 10th Anniversary... The Hits. В этом ремиксе также есть новый куплет от P. Diddy.
- В 2003 году песня использовалась в качестве основной темы в видеоигре EA Sports Fight Night 2004.
- В 2009 году был опубликован неофициальный ремикс с участием 50 Cent, Lloyd Banks, Diddy, Busta Rhymes, The Notorious B.I.G., а также участвовал Jay-Z, рифмующий поверх первых строчек Дидди.
- В 2010 году вышел ещё один неофициальный ремикс под названием «Legends», в котором участвовали Diddy, 50 Cent, 2Pac и неизвестный исполнитель. Оригинальный бит «Victory» был заменён на мотивационно-эмоциональный инструментал из фортепиано и струнных.
- В 2010 году британский рэпер Lowkey использовал инструментал для своего дисс-трека «The Warning», который адресовался рэперу Chip. Фристайл был результатом ссоры в Твиттере между парой[6][7].

## Список композиций

### Винил12" (Remixes)
Сторона А
1. «Victory» (Album Version) (Featuring The Notorious B.I.G. & Busta Rhymes) — 4:58
2. «Victory» (Nine Inch Nails Remix) (Featuring The Notorious B.I.G. & Busta Rhymes) — 5:33

Сторона Б
1. «Victory» (Drama Mix) (Featuring The Notorious B.I.G. & Busta Rhymes) — 4:58
2. «Bad Boy’s Been Around The World Remix» (Featuring Mase) — 5:30

### CD-сингл
1. «Victory» (Radio Mix) (Featuring The Notorious B.I.G. & Busta Rhymes) — 4:42
2. «Victory» (Drama Mix) (Featuring The Notorious B.I.G. & Busta Rhymes) — 4:27
3. «Bad Boy’s Been Around The World Remix» (Radio Mix) (Featuring Mase) — 5:30

### CD-макси-сингл(Remixes)
1. «Victory» (Album Version) (Featuring The Notorious B.I.G. & Busta Rhymes) — 4:58
2. «Victory» (Nine Inch Nails Remix) (Featuring The Notorious B.I.G. & Busta Rhymes) — 5:33
3. «Victory» (Drama Mix) (Featuring The Notorious B.I.G. & Busta Rhymes) — 4:58
4. «Bad Boy’s Been Around The World Remix» (Featuring Mase) — 5:30

### Аудиокассета
1. «Victory» (Radio Mix) (Featuring The Notorious B.I.G. & Busta Rhymes) — 4:42
2. «Victory» (Drama Mix) (Featuring The Notorious B.I.G. & Busta Rhymes) — 4:27
3. «Bad Boy’s Been Around The World Remix» (Radio Mix) (Featuring Mase) — 5:30

### Цифровая дистрибуция(iTunes/Apple) (2014)
1. «Victory» (Featuring The Notorious B.I.G. & Busta Rhymes) — 4:56
2. «Victory» (Nine Inch Nails Remix) (Featuring The Notorious B.I.G. & Busta Rhymes) — 5:35
3. «Victory» (Drama Mix) (Featuring The Notorious B.I.G. & Busta Rhymes) — 4:58
4. «Bad Boy’s Been Around The World Remix» (Featuring Mase) — 5:28

## Чарты

### Еженедельные чарты
| Чарт (1998)                           | Высшая позиция |
| ------------------------------------- | -------------- |
| Германия (GfK)                        | 67             |
| Новая Зеландия (Recorded Music NZ)    | 19             |
| США (Billboard Hot 100)               | 19             |
| США (Billboard Hot R&B/Hip-Hop Songs) | 13             |
| США (Billboard Hot Rap Songs)         | 2              |

### Итоговые годовые чарты
| Итоговый годовой чарт (1998) | Позиция |
| ---------------------------- | ------- |
| США Billboard Hot 100        | 68      |

## Сертификации
| Регион     | Сертификация | Продажи |
| ---------- | ------------ | ------- |
| США (RIAA) | Золотой      | 700,000 |